# Aabybro Station
Aabybro Station er en nedlagt dansk jernbanestation i Aabybro på Fjerritslev-Frederikshavn Jernbane. Stationen var desuden endestation på Hjørring-Løkken-Aabybro Jernbane. Stationen er tegnet af Paul Severin Arved Paulsen.
57°9′41″N 9°43′42″Ø / 57.16139°N 9.72833°Ø